# Giuseppe II di Costantinopoli
Giuseppe II (in greco Ιωσήφ?; 1360 circa – Firenze, 10 giugno 1439) è stato un arcivescovo ortodosso bizantino poi cattolico, patriarca di Costantinopoli dal 1416 al 1439.

## Biografia
Figlio di Ivan Shishman di Bulgaria e di una principessa bizantina, dal 1393 al 1394 fu metropolita di Efeso.
Divenuto patriarca nel 1416, nel 1437 partì con l'imperatore Giovanni VIII Paleologo e altri 23 vescovi della Chiesa bizantina e un numero imprecisato di studiosi e teologi da Costantinopoli per l'Italia, dove prese parte prima al Concilio di Ferrara, che poi venne trasferito a Firenze nel 1439 su pressione di Cosimo il Vecchio dei Medici. Nel concilio si doveva ricomporre lo scisma d'Oriente del 1054, ma più che le questioni teologiche erano in ballo fondamentali questioni politiche, con l'impero bizantino ormai ridotto a un piccolo stato con al centro la sua enorme capitale per via dell'avanzata dei turchi ottomani, che cercava disperatamente aiuto in Occidente anche a patto di riconoscere il primato religioso di Roma. Tuttavia, al concilio si tennero diverse sedute sulle diverse posizioni teologiche (Filioque, Purgatorio e Primato Petrino su tutte), che lo videro aderire convintamente alla linea unionista via via più marcata specialmente da parte dei futuri cardinali Basilio Bessarione, metropolita di Nicea, e Isidoro di Kiev, metropolita di Kiev e di tutta la Russia.
A Firenze Giuseppe risiedette a Palazzo Ferrantini. Morì dopo soli due mesi a Firenze, prendendo pochissimo parte ai lavori conciliari, che vennero condotti da Basilio Bessarione e Isidoro di Kiev. Lasciò nel suo studio, poco prima di morire, un breve scritto dove rinnovò la sua posizione unionista dichiarando "di credere convintamente ogni cosa che crede e afferma dogmaticamente la Cattolica ed Apostolica Chiesa di nostro Signor Gesù Cristo della antica Roma. Confesso che il Papa dell’antica Roma è il Padre dei Padri, Pontefice Massimo e Vicario di nostro Signor Gesù Cristo e conferma la fede di tutti. Confesso anche che vi è il Purgatorio delle anime".

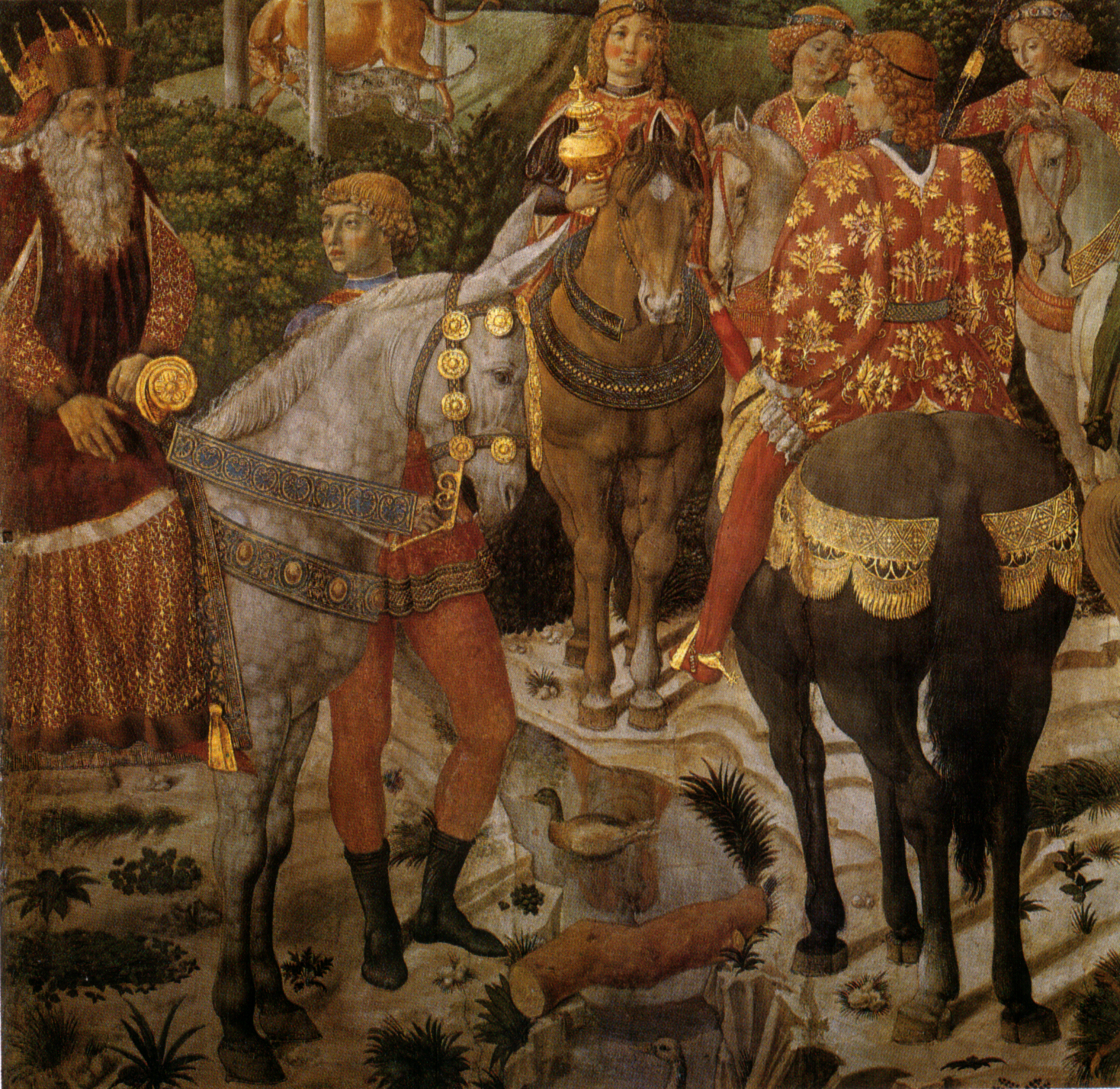
Giuseppe II, patriarca di Costantinopoli, nell'affresco di Benozzo Gozzoli, nella "Cappella dei Magi", a Palazzo Medici Riccardi a Firenze.

Giuseppe venne sepolto nella basilica di Santa Maria Novella, dove la sua tomba è ancora oggi conservata nel transetto destro, decorato da un affresco in uno stile ieratico semi-bizantino. Venne forse raffigurato nel ciclo di affreschi che celebrò l'evento del concilio, la Cappella dei Magi di Benozzo Gozzoli, dove è dipinto a cavallo di una mula bianca nelle vesti del Mago Melchiorre; la sua figura venne in parte tagliata da alcune modifiche seicentesche alla cappella. Inoltre venne ritratto a Ferrara da Pisanello, in una serie di disegni conservati al Cabinet des Dessins del museo del Louvre.